# 奴奈川村 (新潟県西頸城郡)
奴奈川村（ぬなかわむら）は、かつて新潟県西頸城郡にあった村。

## 沿革
- 1889年（明治22年）4月1日 - 町村制の施行により、西頸城郡寺島村及び上刈村の区域をもって、西頸城郡奴奈川村が発足する。
- 1901年（明治34年）11月1日 - 西頸城郡糸魚川町、柳形村及び奴奈川村が合併して、改めて西頸城郡糸魚川町が発足する。